# Санджано
Санджано (итал. Sangiano) — коммуна в Италии, располагается в провинции Варесе области Ломбардия.
Население составляет 1247 человек (2008 г.), плотность населения составляет 624 чел./км². Занимает площадь 2 км². Почтовый индекс — 21038. Телефонный код — 0332.
Покровителем коммуны почитается святой апостол Андрей, празднование 30 ноября.

## Демография
Динамика населения:

## Администрация коммуны
- Официальный сайт: http://www.comune.sangiano.va.it/